# 聖克里斯托瓦爾托托尼卡潘
聖克里斯托瓦爾托托尼卡潘（西班牙語：San Cristóbal Totonicapán），是危地馬拉的城鎮，位於該國中西部，由托托尼卡潘省負責管轄，面積36平方公里，海拔高度2,387米，2002年人口30,608，人口密度每平方公里850.22人。
14°55′N 91°26′W / 14.917°N 91.433°W